# Morti nel 1979/Marzo
| Questa pagina contiene informazioni ricavate automaticamente dalle voci biografiche con l'ausilio del template Bio e di un bot. L'aggiornamento è periodico e automatico e ricostruisce completamente la pagina. Se manca una persona in questa lista, sei pregato di non aggiungerla, ma accertati piuttosto che la sua voce biografica contenga il template Bio e che i dati anagrafici siano correttamente compilati. Se il template Bio manca, inseriscilo tu stesso o, in alternativa, metti l'avviso {{tmp\|Bio}} che ne segnala la mancanza. Se i dati riportati sono sbagliati, correggi direttamente la voce biografica; le modifiche saranno visibili in questa lista entro pochi giorni. Per chiarimenti vedi il progetto biografie. La lista contiene solo le 90 persone che sono citate nell'enciclopedia e per le quali è stato implementato correttamente il template Bio. Pagina aggiornata al 3 mar 2024. |

- 1º marzo - Mustafa Barzani, militare, condottiero e politico curdo (n. 1903)
- 1º marzo - Maurice Brianchon, pittore francese (n. 1899)
- 1º marzo - Dolores Costello, attrice statunitense (n. 1903)
- 1º marzo - Stefan Frenkel, violinista e docente polacco (n. 1902)
- 1º marzo - Giuseppe Riva, politico italiano (n. 1894)
- 2 marzo - Per Bjørnø, calciatore norvegese (n. 1927)
- 2 marzo - Vincenzo Cuccia, schermidore italiano (n. 1892)
- 3 marzo - Disma Ferrario, mezzofondista italiano (n. 1899)
- 4 marzo - Gladys McConnell, attrice statunitense (n. 1905)
- 4 marzo - Sergio Morselli, calciatore italiano (n. 1924)
- 4 marzo - Zefferino Tomè, partigiano e politico italiano (n. 1905)
- 5 marzo - Polidoro Benveduti, bibliotecario, archivista e ceramista italiano (n. 1891)
- 5 marzo - Leland John Haworth, fisico statunitense (n. 1904)
- 6 marzo - Géza Kádas, nuotatore ungherese (n. 1926)
- 6 marzo - Charles Wagenheim, attore statunitense (n. 1896)
- 7 marzo - Carlo Cattaneo, matematico e fisico italiano (n. 1911)
- 7 marzo - Francesco Marrajeni, generale, calciatore e scrittore italiano (n. 1889)
- 7 marzo - Renato Natali, pittore italiano (n. 1883)
- 8 marzo - Gérard Blitz, nuotatore e pallanuotista belga (n. 1901)
- 8 marzo - Roland Ducommun, calciatore svizzero (n. 1912)
- 8 marzo - Dick Esser, hockeista su prato olandese (n. 1918)
- 8 marzo - Richard C. Meredith, autore di fantascienza statunitense (n. 1937)
- 9 marzo - Augusto Gaetano Avanzini, calciatore italiano (n. 1896)
- 9 marzo - Dante Conti, operaio e antifascista italiano (n. 1897)
- 9 marzo - Michele Reina, politico italiano (n. 1930)
- 9 marzo - Steve Sekely, regista ungherese (n. 1899)
- 9 marzo - Jean-Marie Villot, cardinale e arcivescovo cattolico francese (n. 1905)
- 10 marzo - Louis Paul Boon, scrittore belga (n. 1912)
- 11 marzo - Beattie Feathers, giocatore di football americano statunitense (n. 1909)
- 11 marzo - Victor Kilian, attore statunitense (n. 1891)
- 11 marzo - Jeanne Leleu, pianista e compositrice francese (n. 1898)
- 11 marzo - Gerhard Stolze, tenore tedesco (n. 1926)
- 12 marzo - Rudolf Wolke, ciclista su strada tedesco (n. 1906)
- 13 marzo - Bartolo Cattafi, poeta italiano (n. 1922)
- 13 marzo - Mahmoud Jafarian, politico iraniano (n. 1928)
- 13 marzo - Nader Jahanbani, generale iraniano (n. 1928)
- 13 marzo - Gerard Loncke, ciclista su strada e pistard belga (n. 1905)
- 13 marzo - Parviz Nikkhah, politico iraniano (n. 1939)
- 14 marzo - Will Mastin, ballerino e cantante statunitense (n. 1878)
- 14 marzo - Guido Montauti, pittore italiano (n. 1918)
- 15 marzo - Léonide Massine, coreografo, ballerino e attore russo (n. 1896)
- 15 marzo - Alexandre Parodi, politico francese (n. 1901)
- 15 marzo - Michael Siegel, avvocato tedesco (n. 1882)
- 16 marzo - Giuseppe Berti, politico italiano (n. 1901)
- 16 marzo - Dany Dauberson, cantante e attrice francese (n. 1925)
- 16 marzo - Eduardo Di Giovanni, avvocato e politico italiano (n. 1875)
- 16 marzo - François Gangloff, ginnasta francese (n. 1898)
- 16 marzo - Aage Meyer, lottatore danese (n. 1904)
- 16 marzo - Jean Monnet, politico francese (n. 1888)
- 16 marzo - Carmen de Icaza, scrittrice e giornalista spagnola (n. 1899)
- 17 marzo - Giacomo Corona, politico italiano (n. 1908)
- 17 marzo - Giacomo Lauri-Volpi, tenore italiano (n. 1892)
- 17 marzo - Carlo Pischianz, calciatore italiano (n. 1922)
- 18 marzo - Marjorie Daw, attrice statunitense (n. 1902)
- 19 marzo - Lucien Andriot, direttore della fotografia francese (n. 1892)
- 19 marzo - Manlio Busoni, attore e doppiatore italiano (n. 1907)
- 19 marzo - Guido Duo, calciatore e allenatore di calcio italiano (n. 1907)
- 19 marzo - Joseph J. Hunaerts, astronomo belga (n. 1912)
- 19 marzo - Ida Rolf, biochimica e docente statunitense (n. 1896)
- 20 marzo - Henri Hell, cestista francese (n. 1911)
- 20 marzo - Winton Hoch, direttore della fotografia statunitense (n. 1905)
- 20 marzo - Ángel Mariscal, calciatore spagnolo (n. 1904)
- 20 marzo - Mino Pecorelli, giornalista, avvocato e scrittore italiano (n. 1928)
- 20 marzo - John Tremayne Babington, aviatore e militare britannico (n. 1891)
- 21 marzo - Ėval'd Vasil'evič Il'enkov, filosofo sovietico (n. 1924)
- 22 marzo - Enrico De Angeli, ingegnere italiano (n. 1900)
- 22 marzo - Walter Legge, produttore discografico britannico (n. 1906)
- 22 marzo - Ben Lyon, attore, regista e produttore cinematografico statunitense (n. 1901)
- 23 marzo - Teresio Bercellino, calciatore e allenatore di calcio italiano (n. 1910)
- 23 marzo - Philip Bourneuf, attore statunitense (n. 1908)
- 23 marzo - Antonio Brosa, violinista spagnolo (n. 1894)
- 23 marzo - Alexander Comstock Kirk, diplomatico statunitense (n. 1888)
- 24 marzo - Vittorio Bonadè Bottino, architetto italiano (n. 1889)
- 24 marzo - Anton Heiller, organista, compositore e direttore d'orchestra austriaco (n. 1923)
- 24 marzo - Yvonne Mitchell, attrice britannica (n. 1915)
- 25 marzo - Andreas Rinkel, arcivescovo vetero-cattolico olandese (n. 1889)
- 26 marzo - Ugo La Malfa, politico italiano (n. 1903)
- 26 marzo - Guido Pincheri, politico e antifascista italiano (n. 1899)
- 26 marzo - Jean Stafford, scrittrice statunitense (n. 1915)
- 27 marzo - Amelia Podetti, scrittrice, filosofa e docente argentina (n. 1928)
- 28 marzo - Giuseppe Annese, scrittore italiano (n. 1932)
- 28 marzo - Giulio Cisari, illustratore italiano (n. 1892)
- 29 marzo - Yahya Petra di Kelantan, sovrano malese (n. 1917)
- 29 marzo - Henri Anspach, schermidore belga (n. 1882)
- 30 marzo - Hans Liesche, altista tedesco (n. 1891)
- 30 marzo - Umberto Melnati, attore italiano (n. 1897)
- 30 marzo - Airey Neave, militare, politico e agente segreto britannico (n. 1916)
- 30 marzo - José María Velasco Ibarra, politico ecuadoriano (n. 1893)
- 30 marzo - Ray Ventura, cantante e compositore francese (n. 1908)
- 31 marzo - Paul Engebretsen, giocatore di football americano statunitense (n. 1910)